# Mateu Cañellas Martorell
Mateu Cañellas Martorell (Inca, 27 d'abril de 1972) és un exatleta i polític mallorquí.
Fou conseller d'Esports i Joventut del Govern de les Illes Balears des del juliol de 2007 fins al febrer de 2010 sota la presidència de Francesc Antich. Està imputat en l'Operació Picnic.

## Títols com a esportista
| Any  | Competició                           | Lloc      | Resultat | Prova  |
| ---- | ------------------------------------ | --------- | -------- | ------ |
| 1995 | Campionat del Món d'atletisme        | Barcelona | 2n       | 1500 m |
| 1996 | Campionat europeu d'atletisme indoor | Estocolm  | 1r       | 1500 m |

## Reconeixements
- La competició esportiva Milla Ciutat d'Inca duu el seu nom.
- El poliesportiu municipal d'Inca duu el seu nom.